# Docteur Bunny et Mister Bugs
Pour plus de détails, voir Fiche technique et Distribution.
Docteur Bunny et Mister Bugs (Hyde and Hare) est un dessin animé Looney Tunes sorti en 1955 et mettant en scène Bugs Bunny. Réalisé par Friz Freleng, le dessin animé oppose Bugs contre le docteur Jekyll, qui continue à se transformer en M. Hyde.

## Distribution home vidéo
- VHS - Scooby-Doo sur l'île aux zombies (1998 cette version)
- DVD - Looney Tunes Collection : Les meilleures aventures de Bugs Bunny - volume 2